# Am Fessertal
Am Fessertal ist ein Wohnplatz auf der Gemarkung der Stadt Grünsfeld im Main-Tauber-Kreis im fränkisch geprägten Nordosten Baden-Württembergs.

## Geographie

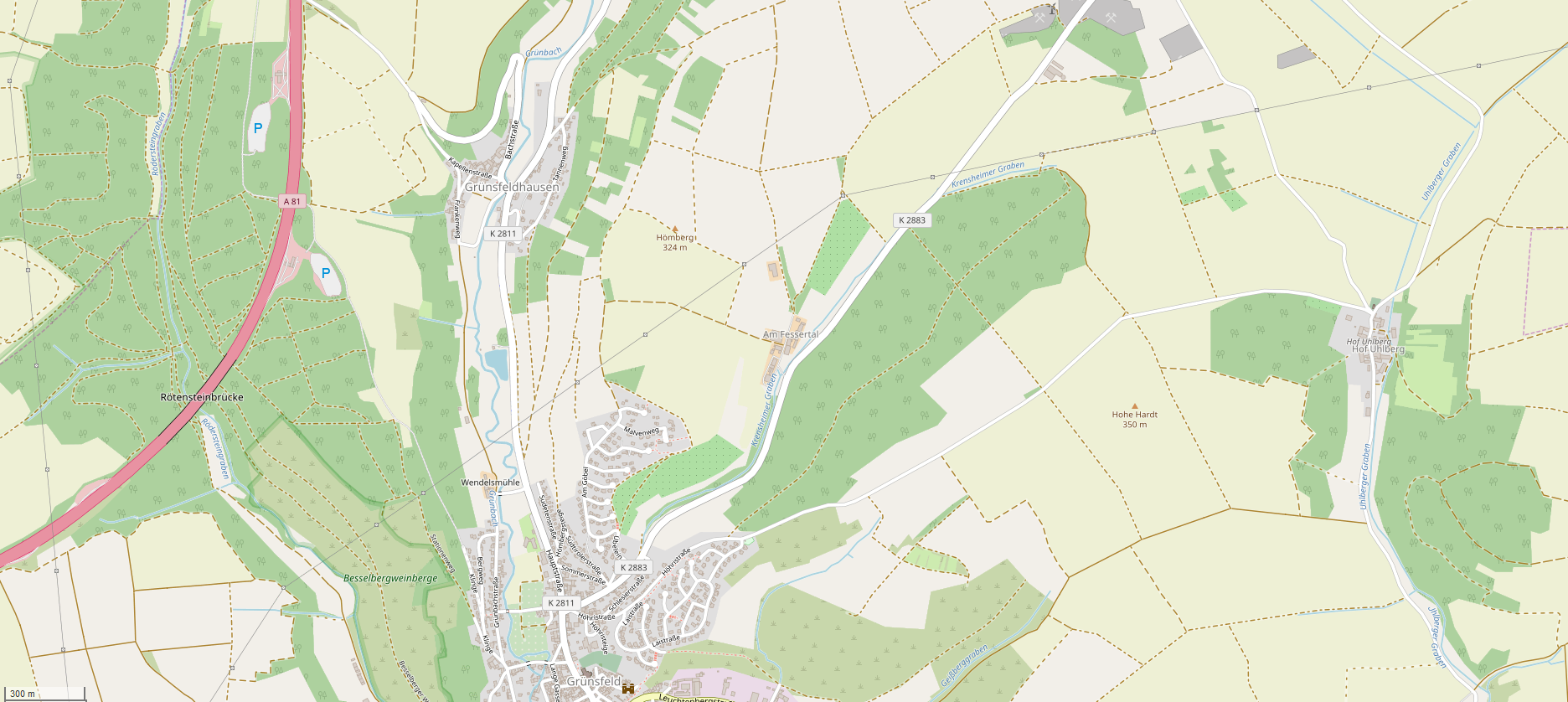
Lage des Wohnplatzes Am Fessertal bei Grünsfeld, nordöstlich von Grünsfeld

Der Wohnplatz Am Fessertal liegt etwa ein Kilometer nordöstlich der Stadt Grünsfeld an der Straße nach Krensheim. Die Gemarkung wird durch den Krensheimer Graben entwässert. Dieser entsteht etwa 0,5 km südlich einer Deponie im ehemaligen Krensheimer Steinbruch am Hasenstock und mündet nach etwa 2,8 km von links in Grünsfeld in den Grünbach.

## Geschichte
Auf dem Messtischblatt Nr. 6324 „Grünsfeld“ von 1932 war der heutige Wohnplatz noch unbesiedelt; vor Ort war lediglich ein Gewann Fessertal verzeichnet.

## Verkehr
Der Wohnplatz Am Fessertal ist aus südwestlicher Richtung (von Grünsfeld) und aus nordöstlicher Richtung (von Krensheim) jeweils über die K 2883 zu erreichen. Vor Ort befindet sich die Straße Fessertalweg.